# Parlamentswahl in Kroatien 2000
- SDP-HSLS: 71
- HSS-LS-HNS: 24
- Minderheiten: 5
- HDZ: 46
- HSP-HKDU: 5

Die Parlamentswahl in Kroatien 2000 fand am 3. Januar 2000 statt und war die vierte Wahl zum Sabor. Die Parteienkoalition aus Socijaldemokratska partija Hrvatske (SDP) und Kroatische Sozial-Liberale Partei (HSLS) gewann die Wahl klar, verpasste aber die absolute Mehrheit knapp.

## Ergebnis
| Listen            | Listen | Stimmen   | %    | Mandate |
| ----------------- | --- | --------- | ---- | ------- |
|                   | Socijaldemokratska partija Hrvatske (SDP) Kroatische Sozial-Liberale Partei (HSLS) Slavonsko-baranjska hrvatska stranka (SBHS) Primorsko goranski savez (PGS) | 1.138.725 | 41,0 | 71      |
|                   | Hrvatska demokratska zajednica (HDZ) | 784.436   | 28,3 | 46      |
|                   | Kroatische Bauernpartei (HSS) Liberalna stranka (LS) Hrvatska narodna stranka (HNS) Akcija socijaldemokrata hrvatske (ASH) Istarski demokratski sabor (IDS)   | 432.683   | 15,6 | 24      |
|                   | Hrvatska stranka prava (HSP) Hrvatska kršćanska demokratska unija (HKDU)                                                                                      | 153.761   | 5,5  | 5       |
|                   | Sonstige | 265.675   | 9,6  | –       |
|                   | Minderheiten | –         | –    | 5       |
| Gesamt            | Gesamt | 2.775.280 | 100  | 151     |
|                   | |           |      |         |
| Ungültige Stimmen | Ungültige Stimmen | 45.740    | 1,6  |         |
| Wähler            | Wähler | 2.821.020 | 76,5 |         |
| Wahlberechtigte   | Wahlberechtigte | 3.686.378 |      |         |
|                   | |           |      |         |
| Quelle: izbori.hr | |           |      |         |

## Ergebnisse nach Wahlkreisen
| Liste | Liste                                                                               | I   | II | III | IV  | V | VI | VII | VIII | IX  | X   | XI | Summe |
| ----- | ----------------------------------------------------------------------------------- | --- | -- | --- | --- | - | -- | --- | ---- | --- | --- | -- | ----- |
|       | Socijaldemokratska partija Hrvatske (SDP) Kroatische Sozial-Liberale Partei (HSLS)  | 9   | 7  | 8   | 7 b | 5 | 7  | 7   | 7 d  | 6   | 8   | –  | 71    |
|       | Hrvatska demokratska zajednica (HDZ)                                                | 3   | 4  | 4   | 4   | 5 | 4  | 4   | 2    | 5   | 5   | 6  | 46    |
|       | Kroatische Bauernpartei (HSS) Liberalna stranka (LS) Hrvatska narodna stranka (HNS) | 2 a | 3  | 2   | 2   | 3 | 2  | 2 c | 5 e  | 2 a | 1 a | –  | 24    |
|       | Hrvatska stranka prava (HSP) Hrvatska kršćanska demokratska unija (HKDU)            | –   | –  | –   | 1   | 1 | 1  | 1   | –    | 1   | –   | –  | 5     |

### Wahlkreise I bis X (Inland)
| Listen            | Listen                                                                              | I        | I    | II      | II   | III     | III  | IV       | IV   | V       | V    | VI      | VI   | VII      | VII  | VIII      | VIII | IX       | IX   | X        | X    |
| Listen            | Listen                                                                              | Stimmen  | %    | Stimmen | %    | Stimmen | %    | Stimmen  | %    | Stimmen | %    | Stimmen | %    | Stimmen  | %    | Stimmen   | %    | Stimmen  | %    | Stimmen  | %    |
| ----------------- | ----------------------------------------------------------------------------------- | -------- | ---- | ------- | ---- | ------- | ---- | -------- | ---- | ------- | ---- | ------- | ---- | -------- | ---- | --------- | ---- | -------- | ---- | -------- | ---- |
|                   | Socijaldemokratska partija Hrvatske (SDP) Kroatische Sozial-Liberale Partei (HSLS)  | 141.435  | 50,6 | 125.931 | 42,4 | 131.373 | 46,1 | 98.084 b | 38,0 | 71.780  | 26,6 | 117.928 | 44,8 | 126.017  | 44,0 | 115.191 d | 41,5 | 87.004   | 32,7 | 118.393  | 40,6 |
|                   | Hrvatska demokratska zajednica (HDZ)                                                | 59.843   | 21,4 | 70.672  | 23,8 | 61.468  | 21,6 | 61.957   | 24,0 | 82.872  | 30,8 | 62.058  | 23,6 | 71.816   | 25,1 | 39.781    | 14,3 | 84.151   | 31,6 | 81.646   | 28,0 |
|                   | Kroatische Bauernpartei (HSS) Liberalna stranka (LS) Hrvatska narodna stranka (HNS) | 33.934 a | 12,1 | 53.284  | 17,9 | 44.296  | 15,6 | 37.522   | 14,6 | 51.342  | 19,1 | 32.067  | 12,2 | 35.460 c | 12,4 | 85.876 e  | 30,9 | 29.668 a | 11,2 | 28.035 a | 9,6  |
|                   | Hrvatska stranka prava (HSP) Hrvatska kršćanska demokratska unija (HKDU)            | 9.857    | 3,5  | 14.035  | 4,7  | 8.159   | 2,9  | 21.109   | 8,2  | 17.207  | 6,4  | 16.487  | 6,3  | 16.702   | 5,8  | 8.481     | 3,1  | 20.603   | 7,7  | 13.856   | 4,7  |
|                   | Sonstige                                                                            | 34.573   | 12,4 | 33.014  | 11,1 | 39.620  | 13,9 | 39.205   | 15,2 | 46.299  | 17,2 | 34.968  | 13,3 | 36.709   | 12,8 | 28.264    | 10,2 | 44.604   | 16,8 | 49.644   | 17,0 |
| Gesamt            | Gesamt                                                                              | 279.642  | 100  | 296.936 | 100  | 284.916 | 100  | 257.877  | 100  | 269.500 | 100  | 263.508 | 100  | 286.704  | 100  | 277.593   | 100  | 266.030  | 100  | 291.574  | 100  |
|                   |                                                                                     |          |      |         |      |         |      |          |      |         |      |         |      |          |      |           |      |          |      |          |      |
| Ungültige Stimmen | Ungültige Stimmen                                                                   | 2.612    | 0,9  | 5.061   | 1,7  | 5.732   | 2,0  | 4.675    | 1,8  | 5.672   | 2,1  | 4.287   | 1,6  | 4.980    | 1,7  | 4.546     | 1,6  | 5.507    | 2,0  | 3.668    | 1,2  |
| Wähler            | Wähler                                                                              | 282.254  | 77,7 | 301.997 | 78,4 | 290.648 | 79,6 | 262.552  | 78,7 | 275.172 | 72,2 | 267.795 | 77,4 | 291.684  | 78,3 | 282.139   | 75,2 | 271.537  | 72,9 | 295.242  | 75,3 |
| Wahlberechtigte   | Wahlberechtigte                                                                     | 363.434  |      | 385.179 |      | 365.094 |      | 333.735  |      | 381.150 |      | 345.904 |      | 372.446  |      | 375.114   |      | 372.363  |      | 391.959  |      |
|                   |                                                                                     |          |      |         |      |         |      |          |      |         |      |         |      |          |      |           |      |          |      |          |      |
| Quelle: izbori.hr |                                                                                     |          |      |         |      |         |      |          |      |         |      |         |      |          |      |           |      |          |      |          |      |

### Wahlkreis XI (Ausland)
| Listen            | Listen                                                                                | Stimmen | %    | Mandate |
| ----------------- | ------------------------------------------------------------------------------------- | ------- | ---- | ------- |
|                   | Hrvatska demokratska zajednica (HDZ)                                                  | 107.928 | 85,9 | 6       |
|                   | Hrvatska stranka prava                                                                | 6.203   | 4,9  | –       |
|                   | Socijaldemokratska partija Hrvatske (SDP) Hrvatska socijalno-liberalna stranka (HSLS) | 5.182   | 4,1  | –       |
|                   | Hrvatska seljačka stranka (HSS) Liberalna stranka (LS) Hrvatska narodna stranka (HNS) | 1.043   | 0,8  | –       |
|                   | Hrvatska kršćanska demokratska unija (HKDU)                                           | 1.009   | 0,8  | –       |
|                   | Sonstige                                                                              | 5.299   | 4,2  | –       |
| Gesamt            | Gesamt                                                                                | 125.655 | 100  | 6       |
|                   |                                                                                       |         |      |         |
| Ungültige Stimmen | Ungültige Stimmen                                                                     | 1.186   | 0,9  |         |
| Wähler            | Wähler                                                                                | 126.841 | 35,2 |         |
| Wahlberechtigte   | Wahlberechtigte                                                                       | 360.110 |      |         |
|                   |                                                                                       |         |      |         |
| Quelle: izbori.hr |                                                                                       |         |      |         |